# Родин, Леонид Ефимович
Леони́д Ефи́мович Родин (1907, Варшава — 1990, Ленинград) — советский ботаник, географ, геоботаник; сотрудник Ботанического института имени В. Л. Комарова, занимался вопросами растительности аридных территорий. Лауреат Премии имени В. Л. Комарова (1966).
Известен также как автор научно-популярных книг.

## Биография
Родился в Варшаве 22 февраля 1907 года.
Учился в Петербургском университете, который окончил в 1930 году. В 1935 году ему было присвоено звание кандидата биологических наук без защиты диссертации, по совокупности работ. В 1957 году защитил докторскую диссертацию. С 1969 года — профессор.
С 1930 года работал в Ботаническом институте АН СССР (сейчас — Ботанический институт имени В. Л. Комарова РАН). С 1969 года — заведующий лабораторией растительности аридных стран.
С 1932 года активно работал также и в Географическом обществе СССР, в 1960—1964 годах был учёным секретарём этого общества. Почётный член Географического общества СССР (1980).
Участник советской комплексной научной экспедиции в Бразилию 1947 года. Об этой экспедиции им была написана книга «Пять недель в Южной Америке», которые впервые была издана в 1949 года, а затем неоднократно переиздавалась. В послесловии к первому изданию этой книги приведена характеристика, которую Родин дал себе сам: «Автор — полевой, экспедиционный работник, его оружие — глаз и наблюдательность…»
Член Международного общества почвоведов (1957).
Научные интересы Л. Е. Родина были в первую очередь связаны с ботаникой и ботанической географией аридных территорий земного шара, он является автором более 250 научных работ.
В 1966 году Леонид Ефимович Родин (совместно с Натальей Ивановной Базилевич) стал лауреатом Премии имени В. Л. Комарова Академии наук СССР за монографию «Динамика органического вещества и биологический круговорот в основных типах растительности» (1965).

## Личная жизнь
Леонид Ефимович женился на Ерохиной Александре Алексеевне, которая была советским почвоведом.
Позже у них родилась дочь Галина.
Леонид Ефимович Родин скончался 4 февраля 1990 года в Ленинграде, похоронен на Волковском кладбище.

## Некоторые публикации
научные издания
- Родин Л. Е. Динамика растительности пустынь на примере западной Туркмении. — 1961.
- Родин Л. Е. Растительность пустынь Западной Туркмении. — М.—Л., 1963.
- Базилевич Н. И., Ремезов Н. П., Родин Л. Е. Методические указания к изучению динамики и биологического круговорота в фитоценозах. — Л., 1968. — 143 с.
- Базилевич Н. И., Родин Л. Е. Динамика органического вещества и биологический круговорот азота и зольных элементов в основных типах растительности земного шара. — М.; Л.: Наука, 1965. — 223 с.

научно-популярные издания
- Родин Л. Е. Пять недель в Южной Америке. — 1949.
- Родин Л. Е. Пять недель в Южной Америке. — 2-е изд., испр. и доп. — М.: Географгиз, 1952. — 359 с. — 60 000 экз.
- Родин Л. Е. Пять недель в Южной Америке. — 3-е изд. — М., 1954.
- Родин Л. Е. Путешествие в тропики. — Л.: Детгиз, 1955. — 224 с. — 30 000 экз. (немного сокращённое издание книги «Пять недель в Южной Америке»)
- Родин Л. Е. В стране глубоких колодцев. — 1962.
- Родин Л. Е. Путешествие в Пальмиру. — М., 1968.
- Родин Л. Е. По южным странам. — М., 1968.
- Родин Л. Е. На разных широтах. Путевые очерки ботаника и географа. — М., 1988.